# Bezins-Garraux
Bezins-Garraux (em occitano:  Vedins e Garraus) é uma comuna francesa na região administrativa da Occitânia, no departamento do Alto Garona. Estende-se por uma área de 7.71 km², com 43 habitantes, segundo o censo de 2018, com uma densidade de 5.6 hab/km².